# Powisset Farm
Powisset Farm ist ein 109 Acres (44,1 ha) großes Naturschutzgebiet bei Dover im Bundesstaat Massachusetts der Vereinigten Staaten. Es wird von der Organisation The Trustees of Reservations verwaltet.

## Geschichte
Indianer betrieben in diesem Gebiet bereits lange, bevor Kolumbus den Atlantik überquerte, Landwirtschaft. In der Umgebung von Dedham siedelnde Kolonisten beanspruchten das Land im 17. Jahrhundert und führten die landwirtschaftliche Nutzung bis ins 19. Jahrhundert hinein fort. Im Laufe der Zeit kamen auch Holz- und Kohleindustrie hinzu.
1923 kaufte die in Boston lebende Amelia Peabody nördlich der Farm ein Haus und fügte bis zu ihrem Tod im Jahr 1984 nach und nach 30 weitere Parzellen zu ihrem zuletzt ca. 800 Acres (3,2 km²) umfassenden Grundbesitz hinzu. Dazu zählten auch die Powisset Farm sowie das heutige Schutzgebiet Noanet Woodlands. Ihre Familie zählte zu den Boston Brahmins, weshalb Amelia Peabody nicht auf eine Erwerbstätigkeit angewiesen war und auf ihrem Anwesen viele Partys gab. Sie öffnete jedoch ihren Grundbesitz schon zu Lebzeiten für die Öffentlichkeit, um auch weniger Privilegierten einen Zugang zur Natur zu ermöglichen.
Dieser Gedanke wird heute durch die Trustees fortgeführt. 1985 kauften die Nachlassverwalter des Anwesens 188 Acres (76,1 ha) und verkauften davon 33 Acres (13,4 ha) an die Stadt Dover sowie weitere 33 Acres an andere Interessenten. Die übrige Fläche wurde von der Stadt Dover und vom Bundesstaat unter Schutz gestellt und das landwirtschaftlich nutzbare Gebiet mit einer Größe von 109 Acres im Jahr 1989 an die Trustees übertragen, die es 2008 als Schutzgebiet öffentlich zugänglich machten.

## Schutzgebiet
Die Trustees of Reservations haben die Anlagen restauriert und betreiben dort Solidarische Landwirtschaft. Besuchern steht ein ca. 1 mi (1,6 km) langer Rundwanderweg zur Verfügung. In direkter Nachbarschaft befinden sich das ebenfalls durch die Trustees betreute Schutzgebiet Noanet Woodlands sowie das 1.200 Acres (4,9 km²) umfassende Schutzgebiet Hale Reservation.